# Trollius afghanicus
Trollius afghanicus är en ranunkelväxtart som beskrevs av Ian Charleson Hedge och Wendelbo. Trollius afghanicus ingår i släktet smörbollssläktet, och familjen ranunkelväxter. Inga underarter finns listade i Catalogue of Life.